# غول

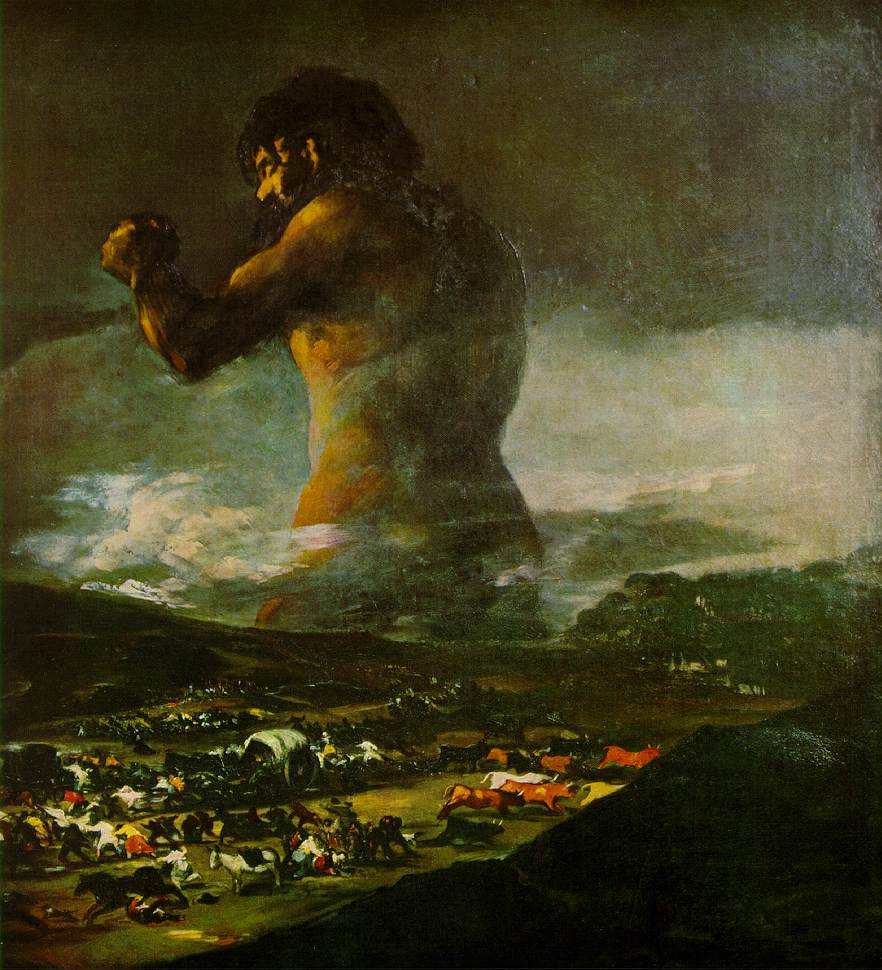
غول (۱۸۱۰ میلادی) اثری است که تا سال ۲۰۰۸ منسوب به نقاش اسپانیایی فرانسیسکو گویا (۱۷۴۶ - ۱۸۲۸ میلادی) بود اما اکنون رسماً آن را به‌عنوان اثری از آنسنسیو ژولیا از شاگردان وی می‌دادند.

غول موجودی افسانه‌ای و عظیم‌الجثه است. آن‌ها زاییدهٔ خیال مردم و داستان‌سرایان هستند و اغلب در داستان‌های عامیانه از آن‌ها یاد می‌شود اما هیچ‌گونه سند و مدرکی دلیل بر وجودشان در دست نیست.
در برخی از داستان‌ها آن‌ها دوستان صمیمی موجودات زنده و برخی از داستان‌ها دشمن موجودات زنده هستند.
خیلی از آن‌ها مانند ماناهاوا مهربان و از باطن دوست داشتنی هستند که نباید از ظاهر قضاوتشان کرد؛ زیرا پشت ظاهر ترسناک و غیرجذابشان باطنی زیبا نهفته‌است و یک سری از آن‌ها هم پلید هستند ولی معمولاً ظاهر جذاب‌تری نسبت به غول‌های مهربان دارند.

## بررسی غول‌های پلید و نیک

یک پوستر در سبک علمی–تخیلی به نام «غول‌های پرتو گاما» که به مناسبت هالووین ۲۰۲۰ توسط برنامهٔ اکتشافات فضایی ناسا منتشر شد، در این پوستر از کلمهٔ فارسی «غول» (Ghoul) استفاده شده‌است (به صورت جمع)

یکی از غول‌های افسانه‌ای در برخی نواحی ایران «اولی غولی» نام دارد؛ اما شاید برخی افراد اشتباه کنند و دیو که در داستان‌های کهن ایرانی بیشتر به چشم می‌خورد با غول اشتباه بگیرند، در حالی که دیو موجودی کاملاً متفاوت از غول است هر چند که شباهت‌های به هم دارند.
غول‌های افسانه‌ای وسیله‌ای برای ترساندن کودکان در برخی جوامع کهن بوده‌است.
غول را می‌توان با یک ضربه کشت، اما ضربهٔ دوم او را احیا می‌کند. غول‌ها معمولاً در جنس مذکر معرفی می‌شوند. برخی از انواع آن‌ها کاملاً شبیه انسان و جثه ای چند برابر انسان دارند. غول‌ها بی رحم و آدمخوار یا حتی مهربان و خوش‌اخلاق هستند و انسان را غذای لذیذی می‌دانند اما گاهی نیز مانند برده به انسان خدمت می‌کنند، علاوه بر این حس بویایی بسیار پرقدرتی دارند. فیزیک بدنی غول‌ها و حرف زدن و راه رفتنشان مثل انسان است. غول‌ها لباس‌هایی بافته شده از شاخ و برگ درختان یا پوست حیوانات می‌پوشند اما در هنگام جنگ زره و کلاه خود به تن می‌کنند و با گرز به جان انسان‌ها می‌افتند. غول‌ها در حمله به انسان‌ها بسیار پرخاشگرانه عمل می‌کنند و انسان‌ها و اسب‌هایشان را می‌بلعند، اما همیشه سلاح‌های بشر سبب شکست غول‌ها می‌شود. علاوه بر رفتار وحشیانه غول‌ها همیشه کثیف و ژولیده هستند.
غول‌های نیک
ظاهر غیر جذاب و ترسناک دارند ولی مهربان و خونگرم و خوش‌اخلاق هستند
همیشه به دیگر جانداران کمک می‌کنند و هیچوقت به کسی صدمه نمی‌زنند
معمولاً رنگ پوست‌های خاکستری رنگ یا قهوه ای رنگ یا سبز رنگ دارند یا …
صبور هستند و زود ناراحت نمی‌شوند